# Йохан Бергер
Йòхан Нèпомук Бèргер (на немски: Johann Nepomuk Berger) е австрийски шахматист, теоретик и шахматен композитор. Победител в шахматния турнир в Грац (1870). Той е автор на таблиците на Бергер за определяне на двойките противници във всеки кръг от състезания по кръговата система „всеки срещу всеки“. Редактор на немското списание Deutsche Schachzeitung. Основател на шахматния съюз в Грац.

## Биография
Бергер е роден на 11 април 1845 г. в Грац, Австро-Унгария. Той прекарва целия си живот в Грац, където е учител в частна академия от 1876 г. 
Йохан Бергер е един от авторите на коефициента на Зонеборн-Бергер. През 1882 г. на турнир в Ливърпул той за първи път го използва като метод за определяне на местата в състезанията между участниците, които са събрали равен брой точки. Бергер не е професионален шахматист, но през 1908 г. побеждава едни от най-силните шахматисти в света – Рихард Рети и Геза Мароци.
В продължение на 13 години той ръководи списание Deutsche Schachzeitung. Автор е на известния четиритомен труд „Теория и практика на ендшпила“ (1891), изцяло посветен на ендшпилите. Трудът му е прераотен и преиздаден през 1922 и 1933 г. и има значителен принос за развитието на теорията за ендшпила. Бергер изобретява (а Тараш популяризира) известното „правило на квадрата“ в ендшпила, чрез което човек може лесно да определи дали една пешка може да се произведе, като си представи поле, проследено от пешката до задния ред и дали противниковият цар може да влезе в това поле, за да хване пешката.
В шахматната композиция има тема, открита от Й. Бергер и наречена на неговото име. Той съставя предимно четириходови и многоходови задачи.

Бергер умира на 17 октомври 1933 г. в Грац.

## Резултати
- 1870 – печели главния турнир в Австро-Унгарската империя в родния си град Грац. Това е единственото еднолично първо място на Бергер в турнир през целия му живот.
- 1881 – поделено 9-10 място на турнира в Берлин.
- 1883 г. — четвърта награда на международния турнир на Германския шахматен съюз в Нюрнберг.
- 1885 – поделено 11-12 място в Хамбург.
- 1887 – поделено 5-6 място във Франкфурт на Майн.
- 1890 — 4-5 място в Грац.
- 1894 — 8-9 място в Лайпциг.
- 1898 г. — осмо място на турнира в Кьолн.
- 1900 – споделя 7-10 места в Мюнхен.
- 1904 – дели 6-7 място на турнира в Кобург.
- 1905 г. – заема шесто място на турнира в Бармен.
- 1907 г. – дели 7-8 място във Виена.
- 1907 — 16-18 място в Карлови Вари.
- 1908 г. — 15-то място на турнира във Виена.
- 1923 г. — 1-3 място на турнира в Берлин.
- 1927 г. — 2-3-то място на турнира в Зноймо. [1]